# Звёздчатый анциструс
Звёздчатый анциструс (лат. Ancistrus hoplogenys) — вид лучепёрых рыб из семейства кольчужных сомов (Loricariidae), аквариумная рыбка. В природе питается водорослями.
Естественный ареал находится в Южной Америке: реки Амазонка, Эссекибо, Парагвай с притоками.

## Внешний вид
Плоское тело, покрытое костяными пластинами. На грудных плавниках мелкие шипы.Окраска тела и плавников однотонно тёмная, практически чёрная с мелкими бело-голубоватыми точками. У молодых особей спиной и хвостовой плавники украшены широкой белой каймой, которая с возрастом исчезает.
Самцы значительно крупнее самок и достигают длины 7—8 см (редко — до 10 см). Отличительное свойство самцов — ветвистые наросты, расположенные на голове.

## Условия содержания
Предпочитают аквариумы с медленным течением, объемом от 50 литров, желательна хорошая аэрация. В аквариуме ведёт преимущественно ночной образ жизни, поэтому необходимо достаточное количество укрытий, где рыба могла бы скрываться днём. Параметры воды: температура 20—28 °С, жёсткость до 20 °dH, рН 6—7,5.

### Питание
Типичные растительноядные. В природе питаются донными обрастаниями и водорослями. В условиях аквариума необходимо подкармливать овощами — кабачки, огурцы, капуста. Так же едят специальные корма для анцистров (анциструсов). Живые корма лучше давать в замороженном виде, не более 20 % от рациона.

### Совместимость с другими видами рыб
Мирные, хорошо уживаются с любыми видами. Однако по отношению к однополым особям своего вида агрессивны, территориальные. Самцы могут устраивать драки за обладание укрытиями. Содержать лучше одного самца на двух самок.

## Разведение
Половозрелыми становятся в возрасте около года. В природе нерест приходится на сезон дождей, когда вода значительно холодеет. Стимулом для начала нереста в аквариуме служит замена большого количества воды на свежую и уменьшение температуры на 3—4 °С. Самец выбирает и вычищает укрытие, куда самка откладывает от 20 до 200 икринок. После этого забота о мальках ложится на самца, самку можно отсадить. Он охраняет икру, обмахивая её плавниками. Личинка появляется в течение 7—10 дней, крупная, с большим желточным мешком.
Мальков можно выкормить измельченным кормом для сомов, мясом креветки, замороженным живыми кормами. Обязательна овощная прикормка.
На этот вид очень похож Звёздный анциструс (Ancistrus leucostictus).